# New York Sire Stakes
New York Sire Stakes, är en årlig travserie för amerikanskfödda 2– och 3-åriga varmblodiga hästar. Serien består av fyra klasser; 2-åriga hingstar och valacker, 3-åriga hingstar och valacker, 2-åriga ston och 3-åriga ston. Finalloppet körs under hösten på Yonkers Raceway i Yonkers i delstaten New York i USA.
Flertalet kvallopp körs under året på andra travbanor i delstaten. Både kval- och finalloppen körs över 1 609 meter med amerikansk autostart, och förstapris i finalloppet är 112 500 dollar. Första upplagan av loppet kördes 1958.

## Segrare

### 2-åriga hingstar och valacker
| År   | Häst               | Kusk              | Tränare          | Tid    |
| ---- | ------------------ | ----------------- | ---------------- | ------ |
| 2020 | Steel              | Andy Miller       | Julie Miller     | 1:59.0 |
| 2019 | Third Shift        | Åke Svanstedt     | Åke Svanstedt    | 1:56.0 |
| 2018 | Gimpanzee          | Brian Sears       | Marcus Melander  | 1:56.3 |
| 2017 | Six Pack           | Åke Svanstedt     | Åke Svanstedt    | 1:58.0 |
| 2016 | Devious Man        | Andy Miller       | Julie Miller     | 1:58.0 |
| 2015 | Allerage Echo      | Brian Sears       | George Ducharme  | 1:57.2 |
| 2014 | Crazy Wow          | Dan Rawlings      | Dan O'Mara       | 2:00.1 |
| 2013 | Flyhawk El Durado  | Mark MacDonald    | Mark Ford        | 1:58.0 |
| 2012 | Fashion Blizzard   | Jim Morrill J:r   | Jim Campbell     | 1:57.4 |
| 2011 | Royal Shyster      | Dan Daley         | Dan Daley        | 1:59.1 |
| 2010 | Dejarmbro          | Jeff Gregory      | Jessica Okusko   | 1:57.0 |
| 2009 | Blacktuxwhitesocks | Jeff Gregory      | Jessica Okusko   | 1:56.2 |
| 2008 | Donttellmywife     | Jeff Gregory      | George Ducharme  | 1:58.2 |
| 2007 | Napoleon           | Stephane Bouchard | Noel Daley       | 1:59.1 |
| 2006 | Hitwiththeladies   | John Flanigen     | Allan McCarty    | 1:59.0 |
| 2005 | RC Royalty         | Dan Daley         | Dan Daley        | 1:58.2 |
| 2004 | Maximum Return     | Ivan Davies       | Ivan Davies      | 2:02.2 |
| 2003 | Last Call At Dem's | Ray Schnittker    | Paul Doherty     | 2:04.0 |
| 2002 | Iroquoindiangiver  | Wally Hennessey   | Anthony Mondi    | 2:03.0 |
| 2001 | Taurus Dream       | Myles McNichol    | Bernard Grignola | 2:02.1 |
| 2000 | CJ's Secret        | Dan Daley         | Dan Daley        | 2:02.0 |

Källa: 

### 2-åriga ston
| År   | Häst            | Kusk              | Tränare           | Tid    |
| ---- | --------------- | ----------------- | ----------------- | ------ |
| 2020 | Iteration       | Brian Sears       | Marcus Melander   | 1:59.0 |
| 2019 | Hypnotic Am     | Brian Sears       | Marcus Melander   | 1:57.1 |
| 2018 | Winndevie       | Trond Smedshammer | Trond Smedshammer | 1:58.0 |
| 2017 | Lucky Ava       | Yannick Gingras   | Åke Svanstedt     | 1:58.2 |
| 2016 | Barn Bella      | Jeff Gregory      | Steven Pratt      | 1:57.2 |
| 2015 | Non Stick       | Daniel Dube       | Åke Svanstedt     | 1:58.2 |
| 2014 | Barn Doll       | Jeff Gregory      | Steven Pratt      | 2:00.4 |
| 2013 | Market Rally    | John Cummings J:r | Megan Wilson      | 1:59.1 |
| 2012 | You Want Me     | Tim Tetrick       | Paul Kelley       | 1:59.4 |
| 2011 | For A Dancer    | Jeff Gregory      | Joe Holloway      | 1:59.3 |
| 2010 | Some Girls      | Jim Morrill J:r   | Gates Brunet      | 1:58.2 |
| 2009 | Munis Blue Chip | Tim Tetrick       | Ray Schnittker    | 1:57.3 |
| 2008 | She's So Savvy  | Howard Okusko     | Jessica Okusko    | 2:01.3 |
| 2007 | Happy Ticket    | Cat Manzi         | Jim Raymer        | 2:00.1 |
| 2006 | Tessel          | William Bailey    | Jack Bailey       | 2:00.2 |
| 2005 | Stardust        | Jeff Gregory      | Gaetan Brunet     | 2:01.1 |
| 2004 | Twin B Senorita | Ray Schnittker    | Paul Doherty      | 2:04.3 |
| 2003 | Becca J.        | John Stark J:r    | John Stark J:r    | 2:02.1 |
| 2002 | Sir Dream       | Myles McNichol    | Bernard Grignola  | 2:00.4 |
| 2001 | Princess Deanna | Rod La Framboise  | Peter Arrigenna   | 2:04.1 |
| 2000 | Fashionable Liv | John Stark J:r    | John Stark J:r    | 2:01.2 |

Källa: 

### 3-åriga hingstar och valacker
| År   | Häst               | Kusk              | Tränare           | Tid    |
| ---- | ------------------ | ----------------- | ----------------- | ------ |
| 2020 | Hobbs              | Jason Bartlett    | Jim Campbell      | 1:56.3 |
| 2019 | Gimpanzee          | Brian Sears       | Marcus Melander   | 1:56.2 |
| 2018 | Helpisontheway     | Jim Morrill J:r   | Linda Toscano     | 1:55.0 |
| 2017 | Eye Ofa Tiger Ås   | Tim Tetrick       | Anette Lorentzon  | 1:55.2 |
| 2016 | Smalltownthrowdown | Dan Daley         | Dan Daley         | 1:56.1 |
| 2015 | Habitat            | Jim Morrill J:r   | Ron Burke         | 1:56.3 |
| 2014 | Gural Hanover      | Jim Morrill J:r   | Ron Burke         | 1:57.3 |
| 2013 | Crazy About Pat    | Eric Goodell      | Noel Daley        | 1:55.0 |
| 2012 | Coraggioso         | Brian Sears       | Gates Brunet      | 1:57.1 |
| 2011 | I'm The Answer     | Trond Smedshammer | Trond Smedshammer | 1:56.4 |
| 2010 | Blacktuxwhitesocks | Jeff Gregory      | Jessica Okusko    | 1:56.3 |
| 2009 | And Away We Go     | Andy Miller       | Julie Miller      | 1:54.3 |
| 2008 | Four Starz Speed   | Jim Morrill J:r   | Michael Latham    | 1:59.0 |
| 2007 | Conway Court       | Jim Morrill J:r   | Ray Remmen        | 2:00.0 |
| 2006 | Algiers Hall       | John Stark J:r    | John Stark J:r    | 1:55.2 |
| 2005 | Maximum Return     | Ivan Davies       | Ivan Davies       | 1:58.3 |
| 2004 | RC Destiny         | Dan Daley         | Dan Daley         | 2:01.3 |
| 2003 | Iroquoindiangiver  | Wally Hennessey   | Anthony Mondi     | 2:01.2 |
| 2002 | Taurus Dream       | Myles McNichol    | Bernard Grignola  | 1:58.3 |
| 2001 | I'm A Good Un      | Stephane Bouchard | Harold Purdy      | 2:00.3 |
| 2000 | Approved Action    | Rejean Daigneault | John Grasso       | 1:58.4 |

Källa: 

### 3-åriga ston
| År   | Häst               | Kusk              | Tränare           | Tid    |
| ---- | ------------------ | ----------------- | ----------------- | ------ |
| 2020 | Hypnotic Am        | Brian Sears       | Marcus Melander   | 1:55.0 |
| 2019 | Quincy Blue Chip   | Jim Morrill J:r   | Richard Banca     | 1:56.4 |
| 2018 | Plunge Blue Chip   | Åke Svanstedt     | Åke Svanstedt     | 1:55.3 |
| 2017 | Barn Bella         | Jeff Gregory      | Steven Pratt      | 1:56.2 |
| 2016 | Non Stick          | Åke Svanstedt     | Åke Svanstedt     | 1:56.4 |
| 2015 | Jewels In Hock     | Jim Morrill J:r   | Linda Toscano     | 1:56.3 |
| 2014 | Market Rally       | Jim Morrill J:r   | Ron Burke         | 1:58.0 |
| 2013 | Bouncing Bax       | Jason Bartlett    | Jim Raymer        | 1:56.2 |
| 2012 | Cowgirl Hall       | Jim Morrill J:r   | Gates Brunet      | 1:57.1 |
| 2011 | Jezzy              | Ray Schnittker    | Ray Schnittker    | 1:58.3 |
| 2010 | Tuesdays With Mom  | George Brennan    | Peter Arrigenna   | 1:56.3 |
| 2009 | Gift Card          | Tim Tetrick       | Frank Antonacci   | 1:55.3 |
| 2008 | Credit Victory     | Daniel Dube       | Harald Lunde      | 1:59.2 |
| 2007 | Chippewa Street    | Ray Schnittker    | Ray Schnittker    | 2:01.0 |
| 2006 | Quick Credit       | Tony Morgan       | Paul Kelley       | 1:56.2 |
| 2005 | Whitesand Samantha | Stephane Bouchard | Scott McEneny     | 1:57.4 |
| 2004 | Becca J.           | Jeff Gregory      | John Stark J:r    | 2:01.3 |
| 2003 | Miss Gibbons       | Howard Gill       | Howard Gill       | 2:01.3 |
| 2002 | Princess Peri      | Stephane Bouchard | James Perry       | 2:02.2 |
| 2001 | Lost Lady One      | Jeff Gregory      | David Vance       | 2:00.1 |
| 2000 | Dreams Are Free    | Wally Hennessey   | Nicholas Andreoli | 2:00.3 |

Källa: 